# Adidas Tricolore
Tricolore fue el balón de fútbol oficial usado durante la Copa Mundial de 1998 realizada en Francia. Fue fabricado por la compañía alemana de equipamiento deportivo Adidas. fue el primer balón de competición multicolor. La bandera tricolor y el gallo, símbolos tradicionales de la República Francesa y de su selección nacional de fútbol, inspiraron el nombre y el diseño del balón.
Fue el sexto balón (descontando las versiones Durlast y España de Telstar y Tango, respectivamente) diseñado, desarrollado y fabricado por la multinacional Adidas, para un Campeonato Mundial de Fútbol de FIFA. Al mismo tiempo y como sus predecesores desde 1970, mantuvo el formato de construcción a partir de 20 parches hexagonales regulares y 12 pentagonales regulares, más el patrón de diseño adoptado desde 1978, consistente en tríadas dibujadas sobre los parches hexagonales, dispuestas de manera circundante a cada parche pentagonal. Sin embargo, a diferencia de estos últimos, el diseño de sus tríadas adoptó el uso de los colores de la bandera de Francia (azul, blanco y rojo). Dentro del logo "Tricolore" que marcaba el nombre del modelo, la letra "l" era diseñada emulando la silueta de un gallo.
A partir de los sucesos ocurridos en el Campeonato Mundial 1998, este balón se relaciona principalmente con el astro francés Zinedine Zidane (consagrado campeón mundial), los brasileños Ronaldo y Rivaldo, el argentino Gabriel Omar Batistuta o el croata Davor Suker, este último consagrado como goleador del torneo.

## Características
Incluía una capa de "espuma sintética", un avanzado material compacto compuesto de microburbujas rellenas de gas, cerradas individualmente y muy resistentes. La espuma sintética aumentó aún más la durabilidad del balón, su recuperación energética y su capacidad de respuesta.

## Versiones
Existió otra versión del Tricolore. Este balón es vulcanizado y es una réplica original de Adidas. No fue vendido en tiendas y se llamó Tricolore Latino. Actualmente se considera una pieza bastante rara.
Fue balón oficial del Campeonato oficial de Primera División y Primera B en Chile en 1999. También este balón se utilizó en el nuevo milenio en competiciones FIFA en el año 2000 en la Eurocopa 2000 un diseño correspondiente de Adidas Terrestra Silversteam cuyos gráficos eran en color gris inspirado en la cultura de Países Bajos y Bélgica, en los Juegos Olímpicos de 2000 la versión Gamarada cuyos gráficos eran en rojo y naranja, en la Copa Mundial de Clubes de la FIFA 2000, Copa Mundial Sub-17 en 2001, en la Copa FIFA Confederaciones  2001 y la Liga de Campeones de la UEFA desde 2001 con la versión Adidas Finale.